# Strzeszewo (województwo pomorskie)
Strzeszewo (kaszb. Strzeżewò, niem. Stresow) – wieś w Polsce położona w województwie pomorskim, w powiecie lęborskim, w gminie Wicko przy drodze wojewódzkiej nr . We wsi funkcjonuje jednostka Ochotniczej Straży Pożarnej.
W latach 1975–1998 miejscowość położona była w województwie słupskim.
Inne miejscowości o nazwie Strzeszewo: Strzeszewo